# Marcisze
Marcisze – część wsi Borza-Strumiany w Polsce, położona w województwie mazowieckim, w powiecie pułtuskim, w gminie Gzy.
W latach 1975–1998 Marcisze administracyjnie należały do województwa ciechanowskiego.